# Johan van Nassau-Wiesbaden-Idstein (1353-1420)
Johan van Nassau-Wiesbaden-Idstein (1353 – 7 augustus 1420), Duits: Johann von Nassau-Wiesbaden-Idstein, was een geestelijke uit het Huis Nassau-Wiesbaden-Idstein, een zijtak van de Walramse Linie van het Huis Nassau.

## Biografie
Johan was de vijfde zoon van graaf Adolf I van Nassau-Wiesbaden-Idstein en Margaretha van Neurenberg, dochter van burggraaf Frederik IV van Neurenberg en Margaretha van Görz en Tirol.
Johan volgde een kerkelijke carrière. Hij was namens de aartsbisschop en keurvorst van Mainz (= zijn broer Johan II):
- Voogd van Slot Rusteburg.[2]
- Stadhouder in het Eichsfeld.[1][5]
- Voogd in Jechaburg in 1412.[1]
- Provisor in Erfurt in 1413.[2][5]
- Gevolmachtigde in Hessen in 1416.[2][5]

## Voorouders
| Voorouders van Johan van Nassau-Wiesbaden-Idstein | Voorouders van Johan van Nassau-Wiesbaden-Idstein                                             | Voorouders van Johan van Nassau-Wiesbaden-Idstein                                             | Voorouders van Johan van Nassau-Wiesbaden-Idstein                                             | Voorouders van Johan van Nassau-Wiesbaden-Idstein                                             | Voorouders van Johan van Nassau-Wiesbaden-Idstein                                             | Voorouders van Johan van Nassau-Wiesbaden-Idstein                                             | Voorouders van Johan van Nassau-Wiesbaden-Idstein                                             | Voorouders van Johan van Nassau-Wiesbaden-Idstein                                             |
| ------------------------------------------------- | --------------------------------------------------------------------------------------------- | --------------------------------------------------------------------------------------------- | --------------------------------------------------------------------------------------------- | --------------------------------------------------------------------------------------------- | --------------------------------------------------------------------------------------------- | --------------------------------------------------------------------------------------------- | --------------------------------------------------------------------------------------------- | --------------------------------------------------------------------------------------------- |
| Betovergrootouders                                | Walram II van Nassau (ca. 1220–1276) ⚭ vóór 1250 Adelheid van Katzenelnbogen (?–1288)         | Gerlach I van Isenburg-Limburg (?–1289) ⚭ Imagina van Blieskastel (?–vóór 1298)               | Hendrik I ‘het Kind’ van Hessen (1244–1308) ⚭ 1263 Adelheid van Brunswijk-Lüneburg (?–1274)   | Lodewijk II ‘de Strenge’ van Beieren (1229–1294) ⚭ 1273 Mechtild van Habsburg (ca. 1253–1304) | Koenraad I van Neurenberg (?–1260/61) ⚭ Clementia (?–?)                                       | Albrecht I van Saksen (?–1260) ⚭ 1247/48 Helena van Brunswijk-Lüneburg (1223–1273)            | Meinhard IV van Görz en Tirol (ca. 1227–1295) ⚭ 1259 Elisabeth van Beieren (ca. 1227–1273)    | Albrecht II van Hohenberg (?–1298) ⚭ ? (?–?)                                                  |
| Overgrootouders                                   | Adolf van Nassau (ca. 1255–1298) ⚭ ca. 1271 Imagina van Isenburg-Limburg (?–na 1317)          | Adolf van Nassau (ca. 1255–1298) ⚭ ca. 1271 Imagina van Isenburg-Limburg (?–na 1317)          | Hendrik ‘de Jongere’ van Hessen (?–1298) ⚭ 1290 Agnes van Beieren (?–1345)                    | Hendrik ‘de Jongere’ van Hessen (?–1298) ⚭ 1290 Agnes van Beieren (?–1345)                    | Frederik III van Neurenberg (?–1297) ⚭ vóór 1278 Helena van Saksen (?–1309)                   | Frederik III van Neurenberg (?–1297) ⚭ vóór 1278 Helena van Saksen (?–1309)                   | Albrecht van Görz en Tirol (?–1292) ⚭ na 1282 Agnes van Hohenberg (?–na 1293)                 | Albrecht van Görz en Tirol (?–1292) ⚭ na 1282 Agnes van Hohenberg (?–na 1293)                 |
| Grootouders                                       | Gerlach I van Nassau (vóór 1288–1361) ⚭ 1307 Agnes van Hessen (?–1332)                        | Gerlach I van Nassau (vóór 1288–1361) ⚭ 1307 Agnes van Hessen (?–1332)                        | Gerlach I van Nassau (vóór 1288–1361) ⚭ 1307 Agnes van Hessen (?–1332)                        | Gerlach I van Nassau (vóór 1288–1361) ⚭ 1307 Agnes van Hessen (?–1332)                        | Frederik IV van Neurenberg (ca. 1287–1332) ⚭ 1307 Margaretha van Görz en Tirol (?–1348)       | Frederik IV van Neurenberg (ca. 1287–1332) ⚭ 1307 Margaretha van Görz en Tirol (?–1348)       | Frederik IV van Neurenberg (ca. 1287–1332) ⚭ 1307 Margaretha van Görz en Tirol (?–1348)       | Frederik IV van Neurenberg (ca. 1287–1332) ⚭ 1307 Margaretha van Görz en Tirol (?–1348)       |
| Ouders                                            | Adolf I van Nassau-Wiesbaden-Idstein (1307–1370) ⚭ 1332 Margaretha van Neurenberg (?–na 1382) | Adolf I van Nassau-Wiesbaden-Idstein (1307–1370) ⚭ 1332 Margaretha van Neurenberg (?–na 1382) | Adolf I van Nassau-Wiesbaden-Idstein (1307–1370) ⚭ 1332 Margaretha van Neurenberg (?–na 1382) | Adolf I van Nassau-Wiesbaden-Idstein (1307–1370) ⚭ 1332 Margaretha van Neurenberg (?–na 1382) | Adolf I van Nassau-Wiesbaden-Idstein (1307–1370) ⚭ 1332 Margaretha van Neurenberg (?–na 1382) | Adolf I van Nassau-Wiesbaden-Idstein (1307–1370) ⚭ 1332 Margaretha van Neurenberg (?–na 1382) | Adolf I van Nassau-Wiesbaden-Idstein (1307–1370) ⚭ 1332 Margaretha van Neurenberg (?–na 1382) | Adolf I van Nassau-Wiesbaden-Idstein (1307–1370) ⚭ 1332 Margaretha van Neurenberg (?–na 1382) |